# آمبر رود
آمبر رود (بالإنجليزية: Amber Rudd)‏ ، ولدت في 1 أوت 1963، صحافية وسيياسية بريطانية ، عضوة في حزب المحافظين . كانت عضوًا في البرلمان عن هاستينغز وراي ( شرق ساسكس ) منذ الانتخابات العامة لعام 2010
وقد شغلت العديد من المناصب العليا بما في ذلك وزيرة الدولة للطاقة وتغير المناخ من 2015 إلى 2016 تحت قيادة رئيس الوزراء ديفيد كاميرون . وقد تم تعيينها وزيرة الخارجية للشؤون الداخلية في مجلس الوزراء من تيريزا ماي يوم 13 يوليو عام 2016 . وهي أيضًا وزيرة للمرأة والمساواة في الفترة من 8 يناير 2018 . وهي المرأة الثالثة التي تشغل منصب وزير الداخلية والمرأة الخامسة التي تشغل أحد مناصب المكاتب الحكومية الرئيسية . انتقدت بسبب تعاملها مع الفضيحة المتعلقة بمعاملة السكان المهاجرين غير المنظمين الذين شاركوا في وزارة الداخلية البريطانية، وقد قدمت استقالتها من الحكومة في 29 أبريل 2018 ، والتي استتبعت أيضًا نهاية حقيبة وزارية ثانية في اليوم التالي. مساواة المرأة، التي كانت قد عقدت منذ 8 يناير 2018. في 16 نوفمبر 2018 ، تم تعيينها وزيرة الدولة للعمل والمعاشات .

## سيرة
ولد العنبر رود يوم 1الأول {{{1}}} 1963 في لندن  ، Ethne ابنة فيتزجيرالد وتوني راد سيط الأوراق المالية. شقيقه هو رولاند رود، كبير مسؤولي العلاقات العامة ورئيس مجموعة Business for New Europe
درست في كلية شلتنهام للسيدات قبل مواصلة دراستها في التاريخ في جامعة أدنبرة حيث حصلت على درجة الماجستير في الآداب.
انتخاب النائب عن دائرة من هاستينغز وراي في شرق ساسكس في 2010 ، وقالت انها اعيد انتخابه في 2015  و 2017 . منذ عام 2015 ، كانت أيضًا واحدة من مستشارين صاحبة الجلالة .
بصفتها وزيرة الخارجية لشؤون الطاقة وتغير المناخ من عام 2015 إلى عام 2016 ، اكتسبت سمعة طيبة باعتبارها وسيلة معتدلة من منطقة اليورو . في 13 يوليو 2016 ، عينت رئيسة الوزراء الجديدة تيريزا ماي وزيرة خارجيتها للمملكة المتحدة . وسرعان ما يثير جدلاً بالقول إن الحكومة يمكن أن تجبر الشركات على الكشف عن عدد العمال الأجانب الذين تستخدمهم.
استقالت من منصبه في 29 أبريل 2018 ، بعد فضيحة "Windrush Generation" ، فيما يتعلق بسوء إدارة الحكومة لـ 550,000 عامل من جزر الهند الغربية البريطانية بين عامي 1948 و 1973 بناءً على طلب المملكة المتحدة. ، للمشاركة في تنمية البلاد بعد الحرب. للوصول إلى الحصص التي حددها الوزير، أطلقت الوزارة بعض هؤلاء الأجانب، على الرغم من أن لديهم في بعض الأحيان جيلين من المتحدرين في بريطانيا. لأنها أنكرت سياسة الأرقام هذه، فقدت آمبر رود وظيفتها.
في 16 نوفمبر 2018 ، بعد استقالة استير ماكفي، تم تعيينها وزيرة الدولة للعمل والمعاشات .

## روابط خارجية
- آمبر رود على موقع مونزينجر (الألمانية)